# Борок (Куртамиський округ)
Боро́к (рос. Борок) — присілок у складі Куртамиського округу Курганської області, Росія.
Населення — 70 осіб (2010, 163 у 2002).
Національний склад станом на 2002 рік:
- казахи — 99 %